# Ewangelia Dzieciństwa Arabska
Ewangelia Dzieciństwa Arabska (EwDzArab) jest jednym z apokryfów Nowego Testamentu dotyczących dzieciństwa Jezusa.  Mogła ona zostać skompilowana najwcześniej w szóstym wieku i była oparta na Ewangelii Dzieciństwa Tomasza i Protoewangelii Jakuba.

## Treść
Składa się z trzech części:
1. Narodzenie Jezusa – oparta na Protoewangelii Jakuba
2. Cuda w czasie ucieczki do Egiptu – opiera się na lokalnych tradycjach
3. Cuda Jezusa jako chłopca – w oparciu o Ewangelie Dzieciństwa Tomasza

Zawiera ona kilka upiększeń wcześniejszego tekstu, włączając pieluszkę Jezusa, która leczy ludzi, pot Jezusa który zmienia się w balsam, uzdrawiając trędowatych oraz barwienie tkaniny różnorodnymi kolorami przy użyciu tylko barwnika indygo. Stwierdza także wcześniejsze spotkania Jezusa z Judaszem Iskariotą, oraz z łotrami, z którymi później zostanie ukrzyżowany, jak również że jest jednym z najstarszych dokumentów.

## Datowanie i zasięg
Tekst został pierwotnie napisany w języku syryjskim, prawdopodobnie w czasie V–VI wieku, lecz później został przetłumaczony na język arabski i od tamtej pory przepadł. Najwcześniejsze znane wspomnienie tej ewangelii pochodzi od Ishodada z Merwu, syryjskiego Ojca Kościoła z IX wieku, w jego biblijnym komentarzu dotyczącym Ewangelii Mateusza. Opowiadania Ewangelii Dzieciństwa Arabskiej, zwłaszcza w drugiej części dotyczącej cudów w Egipcie, można również znaleźć w Koranie. Według niektórych krytycznych uczonych, jego obecność w Koranie  może świadczyć o wpływie Ewangelii wśród Arabów.  Nie jest wiadome na pewno czy Ewangelia ta była obecna w Al-Hidżaz, ale można je traktować jako prawdopodobne. Jednakże Islamscy apologeci twierdzą, że Ewangelia została przetłumaczona na arabski dopiero w okresie post-islamskim, z powodu wyjątkowo rzadkiego występowania tekstów pisanych w przed-muzułmańskiej Arabii.